# Hans Joachim von Kleist (Landrat, 1725)
Hans Joachim von Kleist (* 17. April 1725; † 29. August 1789) war ein preußischer Offizier und pommerscher Landrat.

## Leben

### Herkunft
Hans Joachim von Kleist stammte aus der Linie Tychow–Dubberow des hinterpommerschen uradeligen Geschlechts von Kleist. Er wurde am 24. April 1725 als 4. Sohn des Landrates des Belgarder Kreises und Domherrn zu Cammin, Hans Joachim von Kleist (1685–1753), Herrn auf Siedkow und Groß-Tychow, und der Maria Agnesa von Kleist († 1759) geboren.

### Militärische Laufbahn
Wie viele seiner Familienangehörigen wollte auch Hans Joachim von Kleist Berufsoffizier in der preußischen Armee werden. Bereits im Alter von 14 Jahren trat er 1739 in preußische Dienste, wurde 1742 zum Fähnrich im Dragoner-Regiment Nr. 3 ernannt und am 10. Juni 1745 zum Leutnant befördert. In diesem Regiment nahm er an den Feldzügen der Jahre 1740 und 1742 im Ersten Schlesischen Krieg teil. Er avancierte am 1. Februar 1752 zum Premierleutnant. Da sich seine Sehfähigkeit sehr verschlechtert hatte, wurde er am 22. Mai 1755 wegen schlechten Gesichts aus dem Militärdienst entlassen.

### Ziviles Leben
Nach seiner Verabschiedung wandte er sich der Landwirtschaft zu. Er übernahm zunächst das väterliche Gut Siedkow, trat es aber schon 1756 an seine Mutter ab, nachdem er vorher das von Münchowsche Lehngut Seeger mit Zubehör gekauft hatte. Dazu erwarb er von der Witwe seines Vetters Matthias Reimar von Kleist das Gut Zeblin mit der am 26. August 1757 erteilten Genehmigung des Hofes.
1764 verkaufte er dann das Gut Seeger für 26.400 Reichsthaler. Vom Erlös erwarb er das Gut Hoff bei Cammin. Inzwischen hatte er eine Verwaltungsfunktion in der Provinz Pommern übernommen: Die preußische Krone hatte ihn zum hinterpommerschen Regierungs- und Landrat ernannt. Wirtschaftlich ging es allerdings mit ihm bergab: Während des Siebenjährigen Krieges hatten die in Pommern eingedrungenen Russen seine Güter verwüstet; in Hoff verbrannte die Schäferei mit 600 Schafen und 20 Ochsen ab. Deshalb bat er König Friedrich II. 1771 um Hilfe, wurde aber von diesem vertröstet. Da er keine Hilfe im Lande bekommen konnte, suchte er diese im Ausland und zeigte dieses seinem König an. Er ging dann mit königlicher Genehmigung nach Sachsen, erhielt aber auch dort keine finanzielle Unterstützung. Er wandte sich nun an den Wiener Hof, wo seine Bemühungen um Hilfe ebenfalls vergeblich waren. Deshalb wurde er 1772 angeblich katholisch und bekam daraufhin beim Grafen Pototzky eine Anstellung als Landkammerrat und schließlich eine solche als kaiserlicher Kreishauptmann in Grätz in der Steiermark. Daraufhin wurde der Landrat von Kleist in Preußen am 10. Januar 1774 aller seiner Lehnsrechte für verlustig erklärt.
Seine Ehefrau Maria Antoinetta, geb. von Münchow, war in der Heimat geblieben und hatte Gut Hoff allein bewirtschaftet. Das gelang ihr so gut, dass sie alle Schulden tilgen konnte. Daraufhin kehrte Hans Joachim von Kleist 1783 nach Hoff zurück. Beide Eheleute verkauften dann das schuldenfreie Gut am 8. August 1786 für 22.500 Thaler. Durch Kabinettsorder vom 25. August 1787 wurde Hans Joachim dann in seine Lehnsrechte restituiert. Er starb am 29. August 1789 und wurde im Dom zu Cammin bestattet. Seine Frau Maria Antoinetta von Münchow, mit der er seit dem 1. August 1755 kinderlos verheiratet war, starb 1799.